# Wüstenherz – Der Trip meines Lebens
Wüstenherz – Der Trip meines Lebens ist ein deutscher Fernsehfilm aus dem Jahr 2013. Die Fernsehpremiere des Films war am 8. Oktober 2013 auf Sat.1 und hatte 2,15 Millionen Zuschauer.

## Handlung
Weil ihr Verlobter David auch im Marokkourlaub nur für seine Arbeit da ist, begibt sich Lucy mit dem attraktiven Abenteurer Ben auf einen Wüstentrip. Als der Geländewagen im Sand stecken bleibt, beginnt für die beiden ein Marsch durch die Wüste, bei dem beide sich näher kommen. Beim Versuch, eine Straße zu erreichen, gilt es, eine Schlucht zu überqueren, wobei sich Ben verletzt. Mit Hilfe eines Paragliders gelingt es Lucy, bei einem Nomadenstamm Hilfe zu holen. Unterdessen wurde David auf der Suche nach Lucy von Kriminellen gefangen genommen, in deren Fänge schließlich auch Ben und Lucy geraten. Die drei können sich befreien, am Ende wird angedeutet, dass sich Lucy für eine Zukunft mit Ben entscheidet.

## Hintergrund
- Der Film wurde für eine bessere internationale Vermarktung unter dem Titel Open Desert in englischer Sprache gedreht und dann deutsch synchronisiert, wobei August Wittgenstein nicht zur Verfügung stand.
- Gedreht wurde zwischen dem 2. April und dem 10. Mai 2013 an 19 Tagen mit einem Budget von knapp unter einer Million Euro.[2]
- Die Wüstenszenen entstanden in Marokko.[3]
- Der Film sollte ursprünglich als Abenteuerfilm auf Pro 7 ausgestrahlt werden, wurde dann für die Ausstrahlung auf Sat.1 inhaltlich überarbeitet.
- Regisseur Robert Krause zog sich beim Dreh einen Leistenbruch zu und arbeitete mit einem Korsett teilweise im Liegen.[4]
- Dem Film liegt eine wahre Begebenheit zugrunde, die Freunden der Produzentin widerfahren ist.
- Die im Film verwendeten Songs Think About und Made For Me stammen von der deutschen Pop-Rock-Band Phonodrive.

## Kritiken
TV Spielfilm kürte den Film bei seiner Erstausstrahlung zum Flop des Tages, kritisierte vor allem klischeehafte Darstellungen von „zwielichtigen Einheimischen, finsteren Beduinen und kostümierten Folklore-Nomaden, die so echt wirken wie musizierende Inkas in der Fußgängerzone“.